# Серро-Асуль (вулкан, Эквадор)
Серро-Асуль (исп. Cerro Azul — «синий холм») — щитовидный вулкан на острове Исабела, острова Галапагос. Активный вулкан. Форма вулкана — пологий конус с огромным кратером на вершине и боковым шлаковым конусом с озером. Последнее извержение произошло в 2008 году. До этого он извергался осенью 1980 года. Рядом с ним находится вулкан Санто-Томас.